# Grand Prix automobile d'Allemagne 1968
GP précédent GP suivant
Le Grand Prix d'Allemagne 1968 (XXX Grosser Preis von Deutschland), disputé sur le Nürburgring le 4 août 1968, est la cent-soixante-neuvième épreuve du championnat du monde de Formule 1 courue depuis 1950 et la huitième manche du championnat 1968. L'épreuve porte également le titre honorifique de Grand Prix d'Europe 1968.

## Contexte avant la course

### Le championnat du monde
La saison 1968 est la troisième disputée sous la réglementation trois litres pour les monoplaces à moteur atmosphérique, avec également possibilité d'utilisation de moteurs suralimentés, un coefficient deux étant alors appliqué pour la cylindrée (soit un maximum de 1 500 cm3 en cas d'utilisation d'un compresseur volumétrique ou d'un turbocompresseur). La réglementation s'appuie sur les points suivants :
- pas de cylindrée minimale
- cylindrée maximale : 3 000 cm3 si moteur atmosphérique ou 1 500 cm3 si moteur suralimenté
- poids minimal : 500 kg (à sec)
- roues non carénées
- double circuit de freinage obligatoire
- arceau de sécurité obligatoire (le haut du cerceau devant dépasser le casque du pilote)
- démarreur de bord obligatoire
- carburant commercial obligatoire
- ravitaillement en huile interdit durant la course
- distance minimale d'un Grand Prix : 300 km (à l'exception du GP de Monaco)
- distance maximale d'un Grand Prix : 400 km
- distance minimale pour être classé : 90% de la distance parcourue par le vainqueur

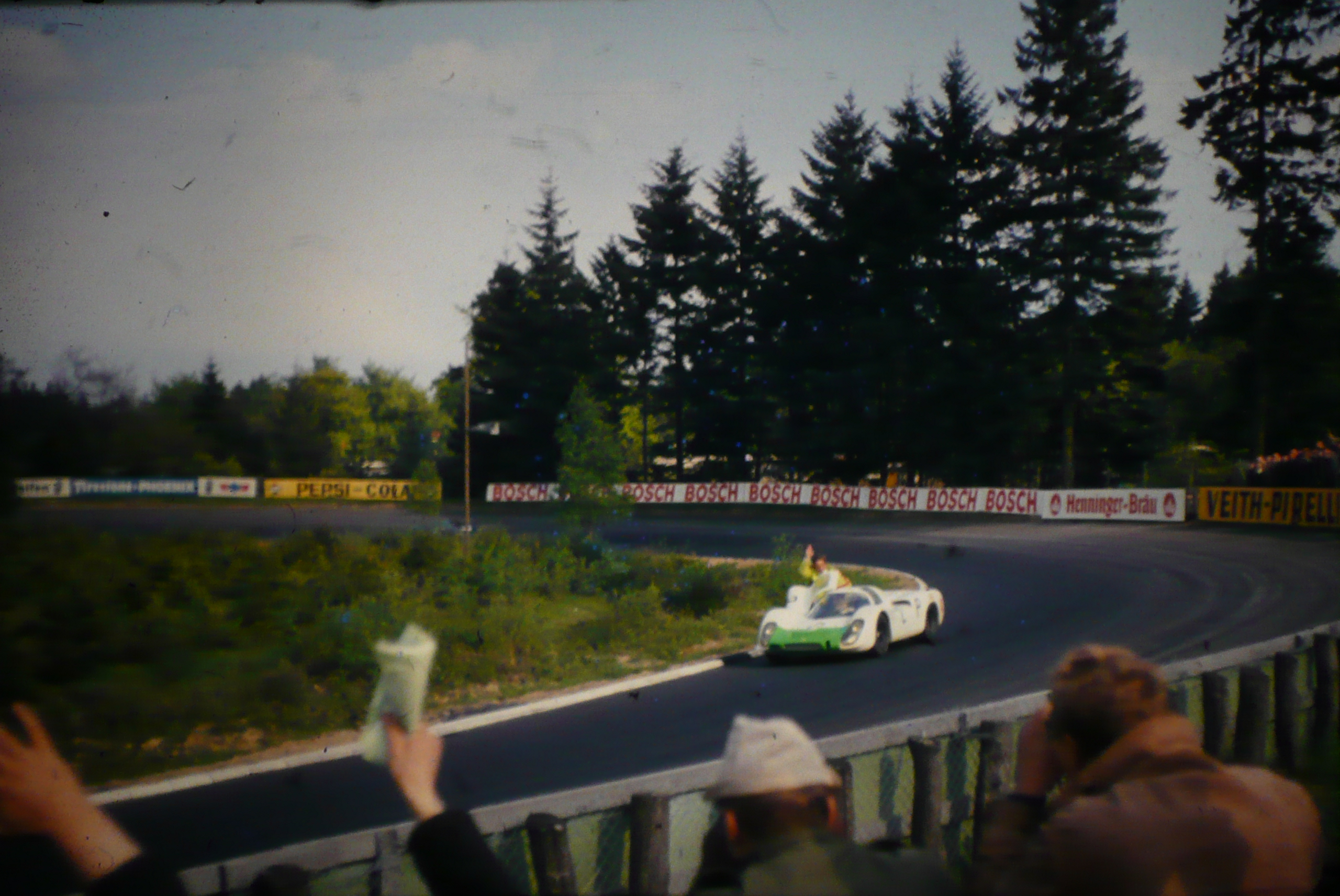
La boucle nord du Nürburgring est également utilisée pour les courses d'endurance. Ici la Porsche 908 de Joseph Siffert/Vic Elford lors de l'épreuve des 1000 kilomètres, en mai 1968.

D'autre part, la Commission Sportive Internationale (CSI) autorise désormais l'apparition de publicité extra-sportive sur les voitures de course, aussi des annonceurs autres que les habituels pétroliers ou manufacturiers pourront-ils figurer sur les carrosseries.
Bien que malchanceux dans les quatre épreuves précédentes, Graham Hill figure en tête du classement provisoire du championnat du monde, après un brillant début de saison marqué par deux victoires (en Espagne et à Monaco. Le pilote britannique, qui au sein du Team Lotus a pris la relève de son coéquipier Jim Clark, disparu en avril, ne compte cependant plus que quatre points d'avance sur Jacky Ickx, régulièrement bien placé et qui a obtenu la consécration en imposant sa Ferrari au dernier Grand Prix de France.

### Le circuit
Fruit de deux ans de travaux intensifs ayant mobilisé deux mille cinq cents ouvriers au cœur de l'Eifel, le Nürburgring est le plus vaste et le plus difficile des circuits permanents. Inauguré en 1927 à l'occasion du Grand Prix de l'Eifel, remporté par la Mercedes-Benz de Rudolf Caracciola à 96,5 km/h de moyenne sur le tracé combinant la boucle nord et la boucle sud (28,3 kilomètres), il se caractérise par son tracé tourmenté et son relief très marqué. Après les dégâts subis au cours de la Seconde Guerre mondiale, le circuit fut à nouveau en état à partir de 1949, la boucle nord (22,8 kilomètres) étant dès lors principalement utilisée pour les grandes compétitions internationales(épreuves de Formule 1, d'endurance ou Grand Prix moto), la boucle sud (7,5 kilomètres) étant réservée aux épreuves nationales et au Marathon de la route. Auteur, au volant de son Eagle, d'un tour à 166 km/h lors du Grand Prix d'Allemagne 1967, Dan Gurney détient le record officiel de la boucle nord. Au cours d'une séance d'essais libres organisée fin juin (soit cinq semaines avant la course) par la Scuderia Ferrari, Chris Amon est parvenu à accomplir un tour à plus de 172 km/h de moyenne.

## Monoplaces en lice
- Brabham BT24 & BT26 "Usine"

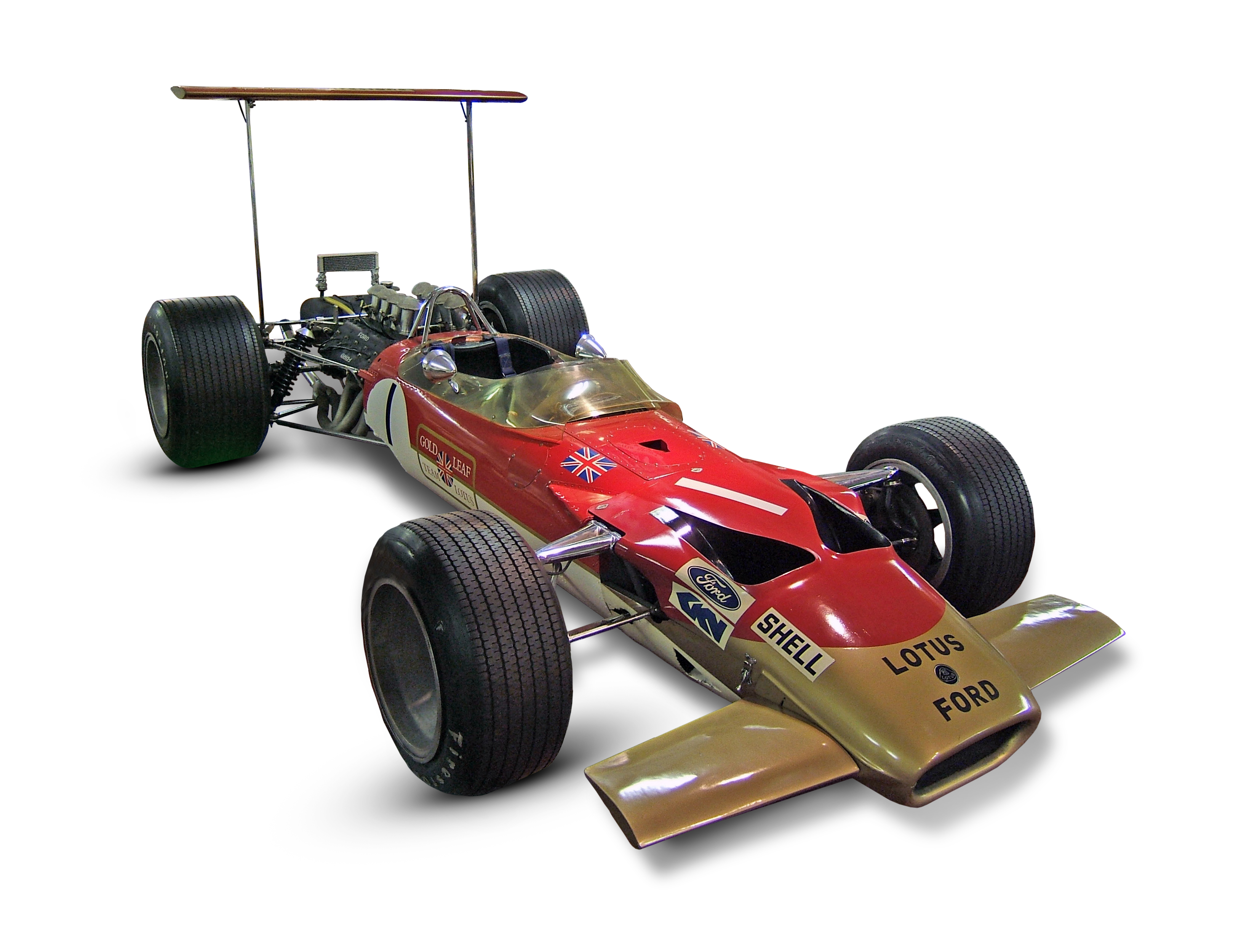
Une Lotus 49B à moteur V8 Ford-Cosworth.

Le pilote-constructeur australien Jack Brabham a amené quatre voitures : trois BT26 (une pour lui, une pour son coéquipier Jochen Rindt, la troisième comme mulet) et un précédent modèle BT24 qui sera confié pour la circonstance au pilote local Kurt Ahrens. Monoplaces à châssis multitubulaire renforcé par des panneaux d'aluminium, les BT26 pèsent environ 520 kg à vide. Leur V8 Repco 860, à doubles arbres à cames en tête, développe près de 400 chevaux à 8500 tr/min. Il est accouplé à une boîte cinq vitesses Hewland FG400. D'une conception similaire, la BT24 est dotée d'un V8 Repco à simples arbres à cames en tête délivrant 340 chevaux à 8000 tr/min et d'une boîte Hewland DG300. Elle pèse 510 kg à vide. Les Brabham furent parmi les premières monoplaces à adopter un aileron arrière. Elles sont chaussées de pneus Goodyear.
- Brabham BT20 privée

Au sein de l'écurie Charles Vögele Racing, Silvio Moser dispose de l'ancienne Brabham BT20 de Denny Hulme. Cette monoplace de 565 kg est motorisée par un ancien V8 Repco de 315 chevaux. Elle est équipée de pneus Goodyear.
- Lotus 49B "Usine"

Colin Chapman a engagé deux 49B pour Graham Hill et Jackie Oliver. Ces monoplaces de 505 kg sont animées par le moteur V8 Cosworth DFV à doubles arbres à cames en tête et quatre soupapes par cylindre, développé en partenariat avec Ford, sur lequel est greffé le train arrière. Alimenté par injection indirecte Lucas, il fournit 415 chevaux à 9200 tr/min. Oliver pilote l'ancienne monoplace de Jim Clark, une 49 reconditionnée en 49B : la boîte «cinq» ZF a été remplacée par une Hewland FG400, les attaches de suspension arrière ont été reculées afin d'augmenter l'empattement. Sur les deux voitures, les anciens joints de cardan, fragiles, ont été remplacés par des nouveaux, renforcés, d'origine Mercedes-Benz. Dotées d'un imposant aileron arrière et de larges volets stabilisateurs sur le capot avant, les Lotus utilisent des pneus Firestone.
- Lotus 49B privée

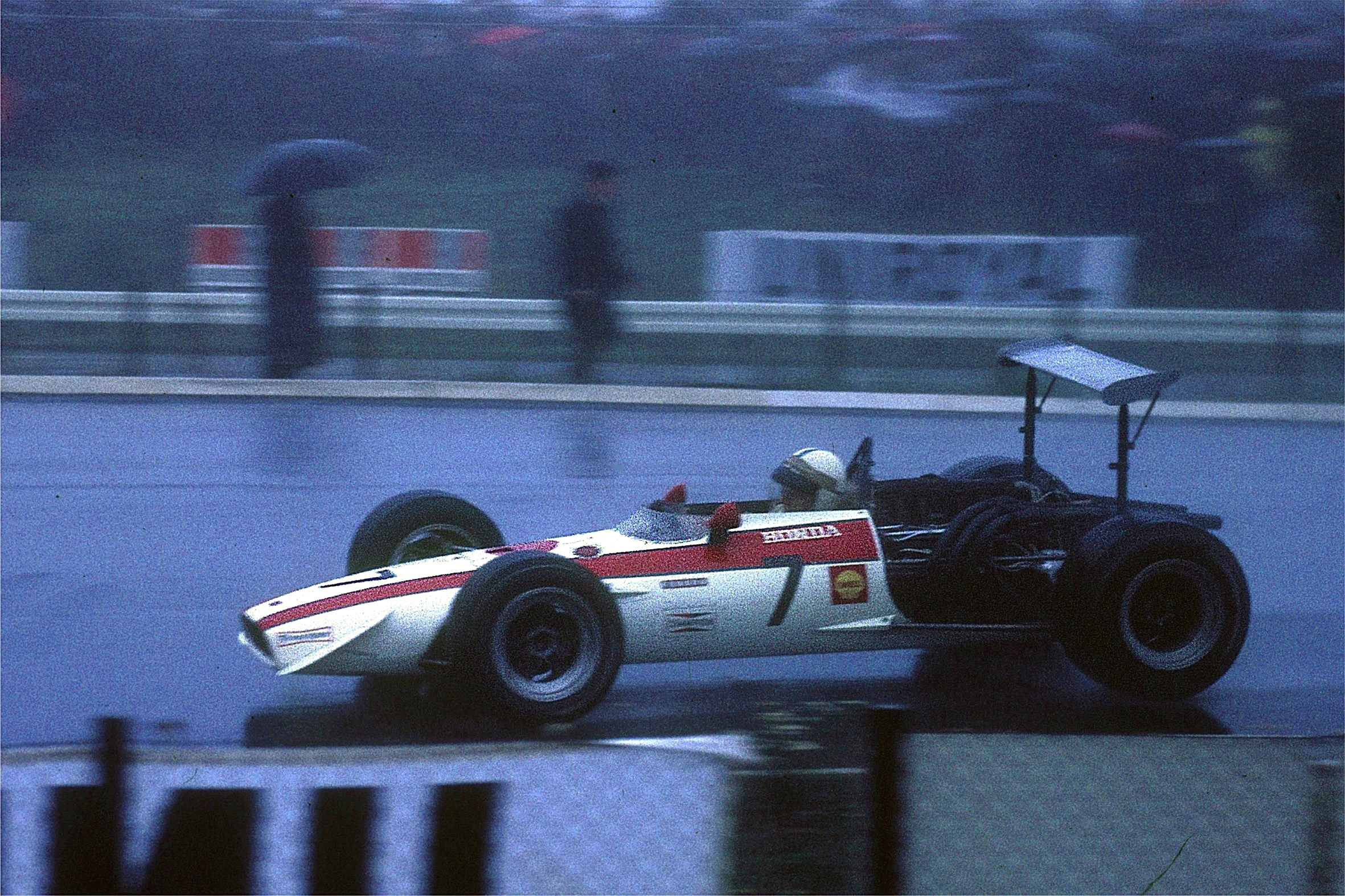
La Honda RA301 de John Surtees.

Joseph Siffert pilote la Lotus 49B de Rob Walker, victorieuse en Grande-Bretagne. Comme sur les Lotus d'usine, les joints de cardan ont été remplacés par des éléments Mercedes. Siffert utilise des pneus Firestone.
- Cooper T86B "Usine"

Le V8 Alfa Romeo destiné à la T86C étant toujours indisponible, Lucien Bianchi s'aligne sur une T86B à moteur V12 BRM, dans une version toutefois un peu moins puissante (380 chevaux) que celle des monoplaces de Bourne, qui disposent de 400 chevaux. Bianchi est épaulé par Vic Elford, qui a remplacé Brian Redman, indisponible depuis son accident à Francorchamps en juin. Dotées d'une boîte de vitesses Hewland, les T86B pèsent 545 kg à vide et utilisent des pneus Firestone.
- Honda RA301 "Usine"

John Surtees pilote son habituelle RA301, à moteur V12 à doubles arbres à cames en tête et 48 soupapes. Alimenté par injection indirecte, ce V12 à 90° développe 430 chevaux à 11000 tr/min. Cette monoplace est la plus puissante du plateau. Elle pèse 550 kg à vide. La fixation de l'aileron arrière, qui avait cédé lors du dernier Grand Prix de Grande-Bretagne, a été modifiée suivant le modèle d'attache des Lotus, moins rigide et moins cassant. La Honda est chaussée de pneus Firestone.
- Ferrari 312/68 "Usine"

La Scuderia Ferrari aligne trois 312/68, Chris Amon disposant de son châssis habituel alors que Jacky Ickx hérite d'une monoplace flambant neuve, son ancienne faisant office de mulet. Hormis une garde au sol un peu plus haute sur celle du pilote belge, les trois voitures sont identiques, comportant des volets stabilisateurs à l'avant et un aileron arrière fixé sur la coque. Elles pèsent un peu plus de 500 kg à vide. Leur V12 à doubles arbres à cames en tête et 48 soupapes est alimenté par un système d'injection indirecte Lucas ; il fournit 410 chevaux à 10800 tr/min. Les Ferrari utilisent des pneus Firestone.
- BRM P126 & P133 "Usine"

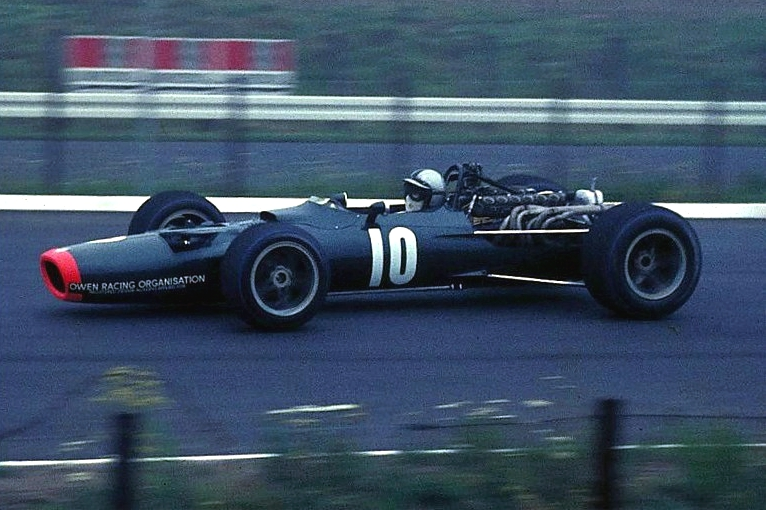
La BRM P133 de Pedro Rodríguez, l'une des rares monoplaces du plateau dépourvues d'appendices aérodynamiques.

L'équipe dirigée par Alfred Owen reste la seule à ne pas avoir équipée ses voitures d'appendices aérodynamiques. Pedro Rodríguez pilote son habituelle P133 et bénéficie d'une P126, identique à celle de son coéquipier Richard Attwood, en guise de mulet. Les deux modèles sont d'ailleurs très proches, la P133 reprenant tous les éléments techniques de sa devancière, initialement utilisée pour la série Formule Tasmane avant d'être équipée du V12 trois litres de 400 chevaux. Les trois monoplaces ont une boîte «cinq» Hewland DG300. La P126 d'Attwood est chaussée de pneus Dunlop alors que Rodríguez est contractuellement lié à Goodyear.
- BRM P126 privée

Piers Courage dispose d'une BRM P126 identique à celle d'Attwood mais, contrairement à l'écurie officielle, l'équipe de Reg Parnell a adapté un gros aileron arrière et des déflecteurs avant. Courage utilise des pneus Dunlop. 
- Eagle T1G "Usine"

Dan Gurney pilote son habituelle Eagle T1G, dont le châssis monocoque est à base de titane et de magnésium. Elle est motorisée par un V12 à doubles arbres à cames en tête, avec distribution à quatre soupapes par cylindre, initialement conçu par Weslake mais désormais réalisé dans les ateliers du pilote-constructeur américain. La puissance disponible est de 400 chevaux à 10000 tr/min. Pesant 525 kg, la T1G est depuis la course précédente pourvue d'un petit volet fixé sous le capot avant et d'un aileron arrière fixe. Elle est chaussée de pneus Goodyear.
- McLaren M7A "Usine"

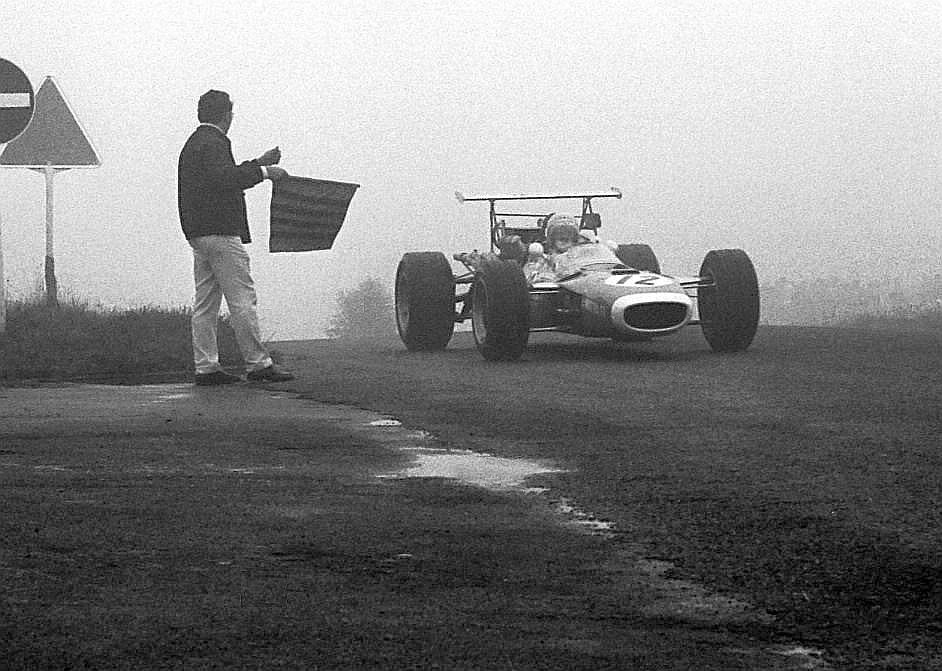
La Matra MS11 de Jean-Pierre Beltoise est équipée d'un aileron arrière piloté.

Bruce McLaren aligne ses trois M7A à moteur V8 Cosworth DFV, une pour lui, une pour le champion du monde en titre Denny Hulme et une servant de voiture d'entraînement. Conçues par Robin Herd avant le départ de celui-ci chez Cosworth pour l'élaboration d'un projet de Formule 1 à traction intégrale, ces monoplaces de 515 kg n'ont plus la même compétitivité qu'en début de saison, souffrant d'un manque de développement face à leurs concurrentes directes. Ces voitures peuvent disposer de déflecteurs avant et d'un aileron arrière, facilement démontables afin que les pilotes puissent tester différentes configurations aérodynamiques. Les McLaren sont équipées de pneus Goodyear.
- McLaren M5A privée

Le pilote indépendant Joakim Bonnier pilote sa M5A à moteur V12 BRM de 380 chevaux, rachetée à l'usine en début d'année. Elle est équipée d'une boîte «cinq» Hewland, de pneus Goodyear et pèse 535 kg à vide.
- Matra MS10 & MS11 "Usine"

Matra Sports a amené ses deux MS11 à moteur V12, Jean-Pierre Beltoise pouvant choisir entre la plus ancienne (échappement à six sorties, 360 chevaux, réservoir d'huile dans le capot avant, radiateur d'huile latéral) et un modèle plus affiné (570 kg au lieu de 600, V12 avec échappement à quatre sorties, plus de 410 chevaux, réservoir et radiateur d'huile à l'arrière. Sur la voiture la plus récente a été monté un aileron arrière mobile, piloté par un servo-moteur commandé par le pédale de freins. Jackie Stewart dispose quant à lui des deux Matra MS10 à moteur Ford-Cosworth DFV de l'équipe Matra International, dirigée par Ken Tyrrell. Le pilote écossais souffrant encore de sa blessure au poignet des suites de son accident de Jarama, fin avril, Johnny Servoz-Gavin est également présent, en tant que pilote de réserve. Les MS10 ont la même partie avant que les MS11, mais sans berceau arrière, le V8 étant porteur. Comme sur les MS11, la transmission est assurée par une boîte Hewland FG400. Le capot avant comporte deux petits déflecteurs et un aileron fixe peut être adapté au niveau du train arrière. Elles pèsent 530 kg à vide. Les Matra utilisent des pneus Dunlop.
- Lola T102 "Usine"

Le constructeur allemand BMW engage officiellement une Lola T102, à la base une monoplace de Formule 2 équipée d'un quatre cylindres Apfelbeck de deux litres, d'une puissance de 265 chevaux. Le montage de ce moteur a nécessité l'adaptation d'une structure tubulaire sur la coque. La voiture est aux mains de Hubert Hahne, qui utilise habituellement cette voiture en course de côte. La Lola est chaussée de pneus Dunlop. Elle a dû être lestée pour atteindre le poids minimal de 500 kg.

## Coureurs inscrits
| no  | Pilote               | Écurie                      | Constructeur | Modèle         | N° châssis | Moteur               | Pneumatiques |
| --- | -------------------- | --------------------------- | ------------ | -------------- | ---------- | -------------------- | ------------ |
| 1   | Denny Hulme          | Bruce McLaren Motor Racing  | McLaren      | McLaren M7A    | M7A/2      | Ford Cosworth DFV V8 | G            |
| 1T  | Denny Hulme          | Bruce McLaren Motor Racing  | McLaren      | McLaren M7A    | M7A/3      | Ford Cosworth DFV V8 | G            |
| 2   | Bruce McLaren        | Bruce McLaren Motor Racing  | McLaren      | McLaren M7A    | M7A/1      | Ford Cosworth DFV V8 | G            |
| 3   | Graham Hill          | Gold Leaf Team Lotus        | Lotus        | Lotus 49B      | 49 R5      | Ford Cosworth DFV V8 | F            |
| 4   | Jack Brabham         | Brabham Racing Organisation | Brabham      | Brabham BT26   | BT26/1     | Repco 860 V8         | G            |
| 5   | Jochen Rindt         | Brabham Racing Organisation | Brabham      | Brabham BT26   | BT26/2     | Repco 860 V8         | G            |
| 5T  | Jochen Rindt         | Brabham Racing Organisation | Brabham      | Brabham BT26   | BT26/3     | Repco 860 V8         | G            |
| 6   | Jackie Stewart       | Matra International         | Matra        | Matra MS10     | MS10-02    | Ford Cosworth DFV V8 | D            |
| 6T  | Jackie Stewart       | Matra International         | Matra        | Matra MS10     | MS10-01    | Ford Cosworth DFV V8 | D            |
| 7   | John Surtees         | Honda R&D Company           | Honda        | Honda RA301    | F-801      | Honda RA301E V12     | F            |
| 8   | Chris Amon           | SpA Ferrari SEFAC           | Ferrari      | Ferrari 312/68 | 312/0011   | Ferrari 242C V12     | F            |
| 8T  | Chris Amon           | SpA Ferrari SEFAC           | Ferrari      | Ferrari 312/68 | 312/0009   | Ferrari 242C V12     | F            |
| 9   | Jacky Ickx           | SpA Ferrari SEFAC           | Ferrari      | Ferrari 312/68 | 312/0015   | Ferrari 242 V12      | F            |
| 10  | Pedro Rodríguez      | Owen Racing Organisation    | BRM          | BRM P133       | P133/01    | BRM P101 V12         | G            |
| 10T | Pedro Rodríguez      | Owen Racing Organisation    | BRM          | BRM P126       | P126/02    | BRM P101 V12         | G            |
| 11  | Richard Attwood      | Owen Racing Organisation    | BRM          | BRM P126       | P126/03    | BRM P101 V12         | D            |
| 12  | Jean-Pierre Beltoise | Matra Sports                | Matra        | Matra MS11     | MS11-02    | Matra MS9 V12        | D            |
| 12T | Jean-Pierre Beltoise | Matra Sports                | Matra        | Matra MS11     | MS11-01    | Matra MS9 V12        | D            |
| 14  | Dan Gurney           | Anglo-American Racers       | Eagle        | Eagle T1G      | 104        | Eagle Mark 1A V12    | G            |
| 15  | Joakim Bonnier       | Joakim Bonnier Racing Team  | McLaren      | McLaren M5A    | M5A/1      | BRM P101 V12         | G            |
| 16  | Joseph Siffert       | Rob Walker/Jack Durlacher   | Lotus        | Lotus 49B      | 49 R7      | Ford Cosworth DFV V8 | F            |
| 17  | Kurt Ahrens          | Brabham Racing Organisation | Brabham      | Brabham BT24   | BT24/3     | Repco 740 V8         | G            |
| 18  | Hubert Hahne         | BMW AG                      | Lola         | Lola T102      | SL102/2    | BMW M12 L4           | D            |
| 19  | Lucien Bianchi       | Cooper Car Company          | Cooper       | Cooper T86 B   | F1-1-68    | BRM P101 V12         | F            |
| 20  | Vic Elford           | Cooper Car Company          | Cooper       | Cooper T86 B   | F1-4-68    | BRM P101 V12         | F            |
| 21  | Jackie Oliver        | Gold Leaf Team Lotus        | Lotus        | Lotus 49B      | 49 R2      | Ford Cosworth DFV V8 | F            |
| 22  | Piers Courage        | Reg Parnell Racing          | BRM          | BRM P126       | P126/01    | BRM P101 V12         | D            |
| 23  | Silvio Moser         | Charles Vögele Racing       | Brabham      | Brabham BT20   | F1-2-66    | Repco 620 V8         | G            |

- La lettre T accolée au numéro désigne la voiture de réserve («Test car», en anglais).

## Qualifications
Trois séances qualificatives ont été prévues par les organisateurs, deux le vendredi et une le samedi précédant la course.

### Première séance qualificative - vendredi 2 août (matin)

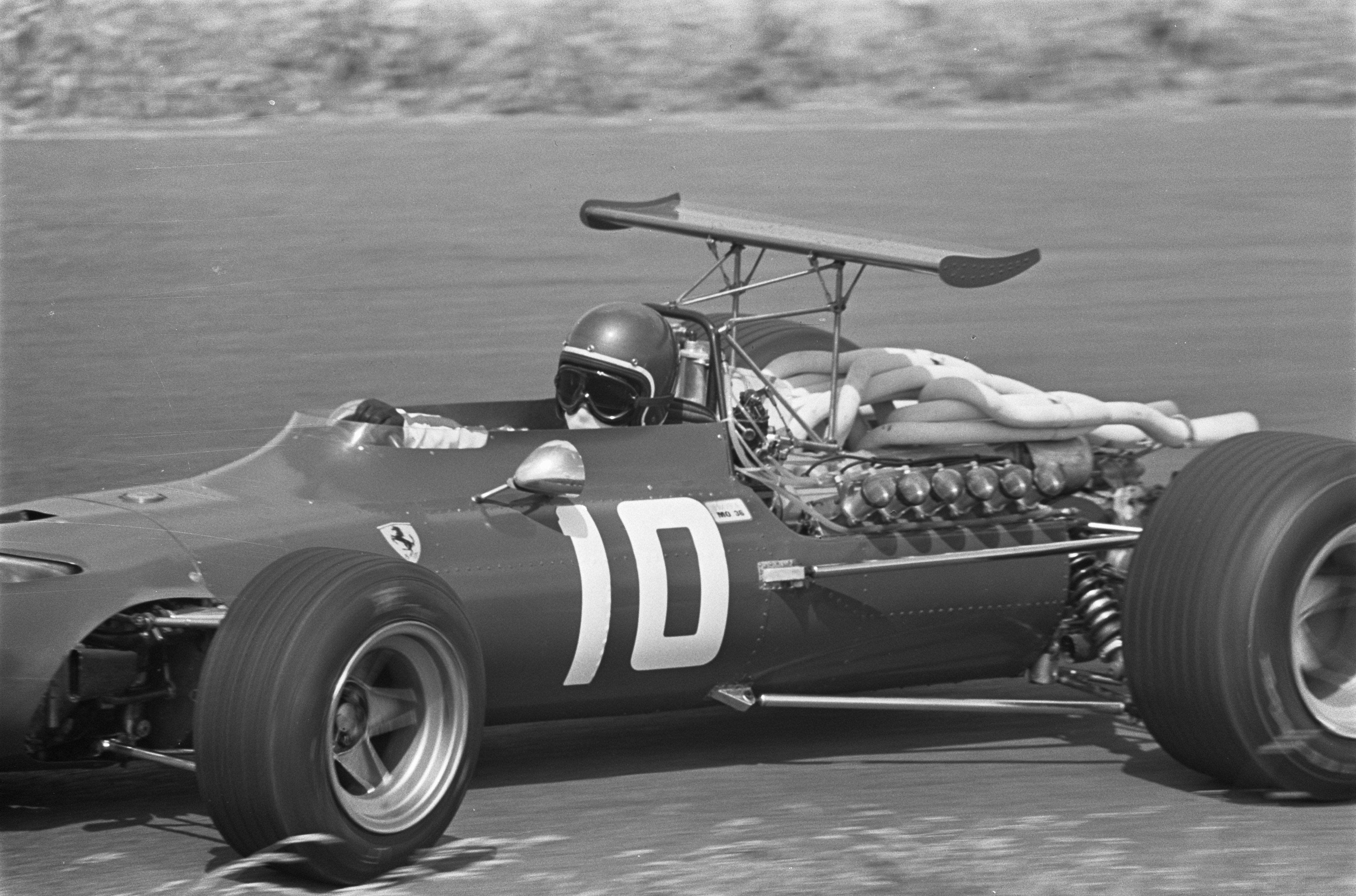
Jacky Ickx, sur sa Ferrari 312/68, s'est montré le plus rapide de la première session chronométrée.

Le brouillard est très épais lorsque commence la première séance qualificative, le vendredi matin. La piste est humide et la visibilité ne dépasse pas cent mètres. Dans ces conditions, certains pilotes, dont Jackie Stewart qui cherche également à ménager son poignet douloureux, préfèrent rester au stand, attendant une amélioration. Jochen Rindt est l'un des premiers à s'élancer ; au volant de sa Brabham il établit un premier temps de référence, à 143,7 km/h de moyenne. Les pilotes Ferrari tournent assidument et ne tardent pas à battre le chrono de l'Autrichien. Chris Amon va boucler son meilleur tour à 148,1 km/h mais c'est finalement son coéquipier Jacky Ickx qui aura le dernier mot, atteignant une moyenne de 151 km/h en fin de séance, bien que le brouillard se soit épaissi. Il reste toutefois à plus d'une minute des temps réalisés en essais privés, par beau temps. Derrière Amon et Rindt, c'est finalement Graham Hill, sur Lotus-Ford, qui décroche le quatrième temps, précédant la Cooper de Vic Elford, ce dernier, vainqueur des derniers 1000 km du Nürburgring, ayant exploité au mieux sa parfaite connaissance du tracé. Il devance de près de cinq secondes la Honda de John Surtees. Ce dernier a également testé, sur un tour, la Lola-BMW d'Hubert Hahne.

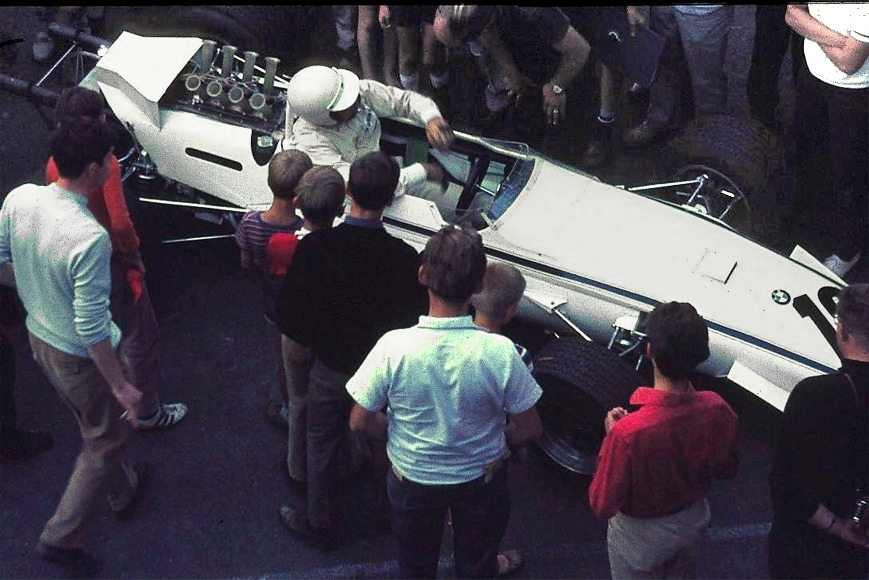
La Lola-BMW T102 d'Hubert Hahne, dérivée de la F2. Partenaire du constructeur de châssis, John Surtees a bouclé un tour à son volant lors de la première séance d'essais.

| Pos. | Pilote               | Écurie        | Temps         | Écart          |
| ---- | -------------------- | ------------- | ------------- | -------------- |
| 1    | Jacky Ickx           | Ferrari       | 9 min 04 s 0  |                |
| 2    | Chris Amon           | Ferrari       | 9 min 14 s 9  | + 10 s 9       |
| 3    | Jochen Rindt         | Brabham-Repco | 9 min 31 s 9  | + 27 s 9       |
| 4    | Graham Hill          | Lotus-Ford    | 9 min 46 s 0  | + 42 s 0       |
| 5    | Vic Elford           | Cooper-BRM    | 9 min 53 s 0  | + 49 s 0       |
| 6    | John Surtees         | Honda         | 9 min 57 s 8  | + 53 s 8       |
| 7    | Piers Courage        | BRM           | 10 min 00 s 1 | + 56 s 1       |
| 8    | Joseph Siffert       | Lotus-Ford    | 10 min 03 s 4 | + 59 s 4       |
| 9    | Pedro Rodríguez      | BRM           | 10 min 19 s 7 | + 1 min 15 s 7 |
| 10   | Kurt Ahrens          | Brabham-Repco | 10 min 37 s 3 | + 1 min 33 s 3 |
| 11   | Jack Brabham         | Brabham-Repco | 10 min 38 s 4 | + 1 min 34 s 4 |
| 12   | Lucien Bianchi       | Cooper-BRM    | 10 min 46 s 6 | + 1 min 42 s 6 |
| 13   | Richard Attwood      | BRM           | 11 min 08 s 7 | + 2 min 04 s 7 |
| 14   | Dan Gurney           | Eagle         | 11 min 10 s 4 | + 2 min 06 s 4 |
| 15   | Hubert Hahne         | Lola-BMW      | 12 min 12 s 2 | + 3 min 08 s 2 |
| 16   | Jean-Pierre Beltoise | Matra         | 13 min 00 s 1 | + 3 min 56 s 1 |

### Annulations des séances du vendredi après-midi et du samedi matin
Avec une visibilité inférieure à cinquante mètres, la piste se révèle impraticable le vendredi midi et, après avoir longtemps espéré une amélioration, les organisateurs finissent par annuler la session prévue. Les équipes ne chôment cependant pas, affinant les réglages des moteurs. Dans l'équipe Brabham, on remplace le V8 de la voiture de Rindt, la pression d'huile du moteur utilisé le matin étant anormalement basse. Silvio Moser, qui n'avait pas tourné le matin,  ne pourra quant à lui participer à la course, le moteur Repco de sa Brabham venant de gripper alors que ses mécaniciens le testaient à vide.
Le samedi matin, la situation est pire que la veille et la séance prévue n'aura pas lieu non plus. Il faudra attendre la fin de journée pour que les conditions s'améliorent, avec une visibilité d'environ quatre-vingt-dix mètres, et que les voitures soient autorisées à prendre la piste.

### Deuxième séance qualificative - samedi 3 août (fin d'après-midi)
L'organisation d'une session chronométrée en fin d'après-midi n'était pas prévue, et c'est en dernière minute que les écuries démarrent les moteurs pour profiter de l'éclaircie. Le circuit est alors totalement détrempé. Absent des stands à ce moment, Jean-Pierre Beltoise n'a pu être prévenu et c'est Johnny Servoz-Gavin qui va tout d'abord tourner sur la Matra V12, avant que son compatriote ne le remplace un peu plus tard. Stewart, qui n'avait pas tourné la veille, fait le maximum pour obtenir une bonne place sur la grille et, exploitant parfaitement les nouveaux pneus «pluie» Dunlop montés sur sa Matra V8, va réaliser le meilleur chrono de la journée, à la moyenne de 136,9 km/h, à cinquante secondes de la performance accomplie par Ickx le vendredi. Ce dernier réalise le deuxième temps de la journée, à quatre secondes de l'Écossais, devançant Rindt, Dan Gurney (sur son Eagle) et Hill. Huitième de la session, Jack Brabham n'a pu défendre totalement ses chances à cause d'une importante fuite d'huile, et ses mécaniciens effectueront un remplacement de moteur au cours de la soirée.
| Pos. | Pilote               | Écurie        | Temps         | Écart          |
| ---- | -------------------- | ------------- | ------------- | -------------- |
| 1    | Jackie Stewart       | Matra-Ford    | 10 min 00 s 4 |                |
| 2    | Jacky Ickx           | Ferrari       | 10 min 04 s 4 | + 4 s 0        |
| 3    | Jochen Rindt         | Brabham-Repco | 10 min 13 s 9 | + 13 s 5       |
| 4    | Dan Gurney           | Eagle         | 10 min 13 s 9 | + 13 s 5       |
| 5    | Graham Hill          | Lotus-Ford    | 10 min 14 s 6 | + 14 s 2       |
| 6    | Chris Amon           | Ferrari       | 10 min 17 s 4 | + 13 s 0       |
| 7    | John Surtees         | Honda         | 10 min 17 s 8 | + 13 s 4       |
| 8    | Jack Brabham         | Brabham-Repco | 10 min 23 s 1 | + 22 s 7       |
| 9    | Vic Elford           | Cooper-BRM    | 10 min 25 s 8 | + 25 s 4       |
| 10   | Joseph Siffert       | Lotus-Ford    | 10 min 40 s 4 | + 40 s 0       |
| 11   | Pedro Rodríguez      | BRM           | 10 min 40 s 7 | + 40 s 3       |
| 12   | Richard Attwood      | BRM           | 10 min 48 s 2 | + 47 s 8       |
| 13   | Jackie Oliver        | Lotus-Ford    | 10 min 48 s 6 | + 48 s 2       |
| 14   | Denny Hulme          | McLaren-Ford  | 10 min 52 s 9 | + 52 s 5       |
| 15   | Hubert Hahne         | Lola-BMW      | 10 min 56 s 5 | + 56 s 1       |
| 16   | Piers Courage        | BRM           | 11 min 00 s 4 | + 1 min 00 s 0 |
| 17   | Bruce McLaren        | McLaren-Ford  | 11 min 01 s 4 | + 1 min 01 s 0 |
| 18   | Jean-Pierre Beltoise | Matra         | 11 min 12 s 4 | + 1 min 12 s 0 |
| 19   | Kurt Ahrens          | Brabham-Repco | 11 min 14 s 4 | + 1 min 14 s 0 |
| 20   | Lucien Bianchi       | Cooper-BRM    | 11 min 34 s 3 | + 1 min 33 s 9 |

### Troisième séance qualificative - dimanche 4 août (matin)

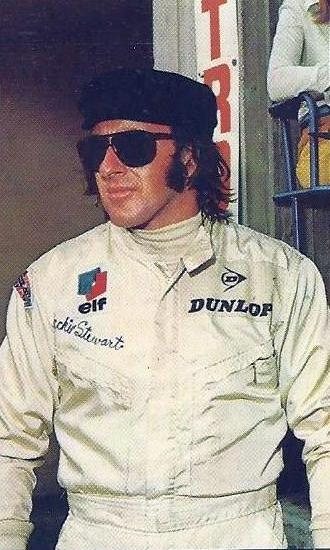
Sur une piste totalement détrempée, Jackie Stewart, qui s'était abstenu le vendredi, a nettement dominé ses adversaires, parvenant à arracher une place honorable sur la grille de départ.

Afin de pallier les séances supprimées les jours précédents, les organisateurs ont rajouté une session le dimanche matin, que certaines écuries (dont Ferrari) vont cependant boycotter. La pluie est abondante mais la visibilité un peu meilleure que la veille. À bord de sa Matra dotée d'un aileron arrière (il avait auparavant testé sa monoplace sans aileron), Stewart va de loin se montrer le plus rapide, améliorant sa position sur la grille avec un tour à 138,3 km/h de moyenne. N'ayant pas participé à la première séance (où l'adhérence était nettement meilleure), il ne sera toutefois que sixième au départ. Bien que nettement moins véloces, Denny Hulme (sur McLaren) et Beltoise gagnent également quelques places. Peu avant la fin des essais, Jackie Oliver va sortir de la route, endommageant les suspensions de sa Lotus qui sera tant bien que mal réparée en quelques heures, juste à temps pour la course. Leurs chronos du vendredi n'ayant pas été battus, Ickx, Amon, Rindt et Hill sont qualifiés en première ligne, Elford étant placé à la corde de la deuxième ligne.
| Pos. | Pilote               | Écurie        | Temps         | Écart          |
| ---- | -------------------- | ------------- | ------------- | -------------- |
| 1    | Jackie Stewart       | Matra-Ford    | 9 min 54 s 2  |                |
| 2    | Denny Hulme          | McLaren-Ford  | 10 min 16 s 0 | + 21 s 8       |
| 3    | Jean-Pierre Beltoise | Matra         | 10 min 17 s 3 | + 23 s 1       |
| 4    | Jackie Oliver        | Lotus-Ford    | 10 min 18 s 7 | + 24 s 5       |
| 5    | Dan Gurney           | Eagle         | 10 min 21 s 6 | + 27 s 4       |
| 6    | Bruce McLaren        | McLaren-Ford  | 10 min 33 s 0 | + 38 s 6       |
| 7    | Graham Hill          | Lotus-Ford    | 10 min 36 s 7 | + 42 s 3       |
| 8    | Jochen Rindt         | Brabham-Repco | 10 min 38 s 7 | + 44 s 3       |
| 9    | John Surtees         | Honda         | 10 min 39 s 4 | + 45 s 0       |
| 10   | Jack Brabham         | Brabham-Repco | 10 min 40 s 4 | + 46 s 0       |
| 11   | Hubert Hahne         | Lola-BMW      | 10 min 42 s 9 | + 48 s 5       |
| 12   | Kurt Ahrens          | Brabham-Repco | 11 min 39 s 5 | + 1 min 45 s 1 |

### Tableau final des qualifications
| Pos. | Pilote               | Écurie        | Temps         | Écart          | Commentaire                        |
| ---- | -------------------- | ------------- | ------------- | -------------- | ---------------------------------- |
| 1    | Jacky Ickx           | Ferrari       | 9 min 04 s 0  |                | temps réalisé le vendredi matin    |
| 2    | Chris Amon           | Ferrari       | 9 min 14 s 9  | + 10 s 9       | temps réalisé le vendredi matin    |
| 3    | Jochen Rindt         | Brabham-Repco | 9 min 31 s 9  | + 27 s 9       | temps réalisé le vendredi matin    |
| 4    | Graham Hill          | Lotus-Ford    | 9 min 46 s 0  | + 42 s 0       | temps réalisé le vendredi matin    |
| 5    | Vic Elford           | Cooper-BRM    | 9 min 53 s 0  | + 49 s 0       | temps réalisé le vendredi matin    |
| 6    | Jackie Stewart       | Matra-Ford    | 9 min 54 s 2  | + 50 s 2       | temps réalisé le dimanche matin    |
| 7    | John Surtees         | Honda         | 9 min 57 s 8  | + 53 s 8       | temps réalisé le vendredi matin    |
| 8    | Piers Courage        | BRM           | 10 min 00 s 1 | + 56 s 1       | temps réalisé le vendredi matin    |
| 9    | Joseph Siffert       | Lotus-Ford    | 10 min 03 s 4 | + 59 s 4       | temps réalisé le vendredi matin    |
| 10   | Dan Gurney           | Eagle         | 10 min 13 s 9 | + 1 min 09 s 9 | temps réalisé le samedi après-midi |
| 11   | Denny Hulme          | McLaren-Ford  | 10 min 16 s 0 | + 1 min 12 s 0 | temps réalisé le dimanche matin    |
| 12   | Jean-Pierre Beltoise | Matra         | 10 min 17 s 3 | + 1 min 13 s 3 | temps réalisé le dimanche matin    |
| 13   | Jackie Oliver        | Lotus-Ford    | 10 min 18 s 7 | + 1 min 14 s 7 | temps réalisé le dimanche matin    |
| 14   | Pedro Rodríguez      | BRM           | 10 min 19 s 7 | + 1 min 15 s 7 | temps réalisé le vendredi matin    |
| 15   | Jack Brabham         | Brabham-Repco | 10 min 23 s 1 | + 1 min 19 s 1 | temps réalisé le samedi après-midi |
| 16   | Bruce McLaren        | McLaren-Ford  | 10 min 33 s 0 | + 1 min 29 s 0 | temps réalisé le dimanche matin    |
| 17   | Kurt Ahrens          | Brabham-Repco | 10 min 37 s 3 | + 1 min 33 s 3 | temps réalisé le vendredi matin    |
| 18   | Hubert Hahne         | Lola-BMW      | 10 min 42 s 9 | + 1 min 38 s 9 | temps réalisé le dimanche matin    |
| 19   | Lucien Bianchi       | Cooper-BRM    | 10 min 46 s 6 | + 1 min 42 s 6 | temps réalisé le vendredi matin    |
| 20   | Richard Attwood      | BRM           | 10 min 48 s 2 | + 1 min 44 s 2 | temps réalisé le samedi après-midi |

## Grille de départ
| 1re ligne | Pos. 3                     |                            | Pos. 2                       |                              | Pos. 1                      |
|           | Rindt Brabham 9 min 31 s 9 |                            | Amon Ferrari 9 min 14 s 9    |                              | Ickx Ferrari 9 min 04 s 0   |
| 2e ligne  |                            | Pos. 5                     |                              | Pos. 4                       |                             |
|           |                            | Elford Cooper 9 min 53 s 0 |                              | G. Hill Lotus 9 min 46 s 0   |                             |
| 3e ligne  | Pos. 8                     |                            | Pos. 7                       |                              | Pos. 6                      |
|           | Courage BRM 10 min 00 s 1  |                            | Surtees Honda 9 min 57 s 8   |                              | Stewart Matra 9 min 54 s 2  |
| 4e ligne  |                            | Pos. 10                    |                              | Pos. 9                       |                             |
|           |                            | Gurney Eagle 10 min 13 s 9 |                              | Siffert Lotus 10 min 03 s 4  |                             |
| 5e ligne  | Pos. 13                    |                            | Pos. 12                      |                              | Pos. 11                     |
|           | Oliver Lotus 10 min 18 s 7 |                            | Beltoise Matra 10 min 17 s 3 |                              | Hulme McLaren 10 min 16 s 0 |
| 6e ligne  |                            | Pos. 15                    |                              | Pos. 14                      |                             |
|           |                            | Brabham 10 min 23 s 1      |                              | Rodríguez BRM 10 min 19 s 7  |                             |
| 7e ligne  | Pos. 18                    |                            | Pos. 17                      |                              | Pos. 16                     |
|           | Hahne Lola 10 min 42 s 9   |                            | Ahrens Brabham 10 min 37 s 3 |                              | McLaren 10 min 33 s 0       |
| 8e ligne  |                            | Pos. 20                    |                              | Pos. 19                      |                             |
|           |                            | Attwood BRM 10 min 48 s 2  |                              | Bianchi Cooper 10 min 46 s 6 |                             |

## Déroulement de la course

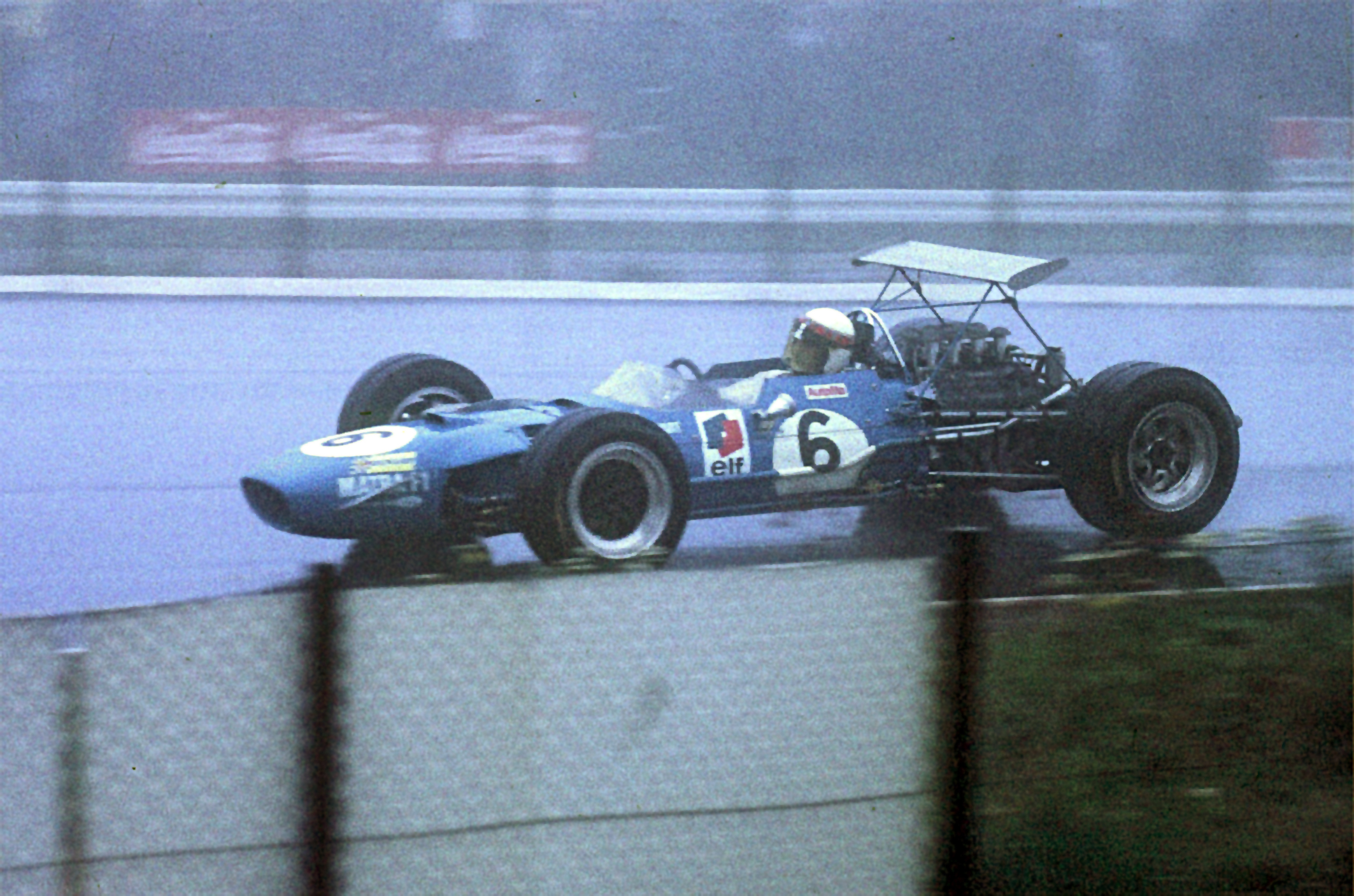
Sur sa Matra MS10, Jackie Stewart a très largement dominé la course.

Depuis vendredi la météo est déplorable et, pour raison de sécurité, les organisateurs ont été jusqu'à envisager de reporter le Grand Prix au 15 septembre, sur le circuit d'Hockenheim ! Le départ est finalement donné le dimanche après-midi, aux environs de quinze heures , devant deux cent mille spectateurs. La pluie matinale s'est atténuée, mais le froid persiste, la piste est détrempée et le brouillard réduit la visibilité à une cinquantaine de mètres. Ces conditions ont incité les organisateurs à modifier la grille, le schéma «4/3/4» étant remplacé par le schéma «3/2/3» afin d'allouer plus d'espace entre les voitures. Au baisser du drapeau, Jacky Ickx manque de griller son embrayage et perd le bénéfice de sa pole position, se faisant déborder de toutes parts. S'élançant également depuis la première ligne, son coéquipier Chris Amon propulse sa Ferrari en tête, entraînant la Lotus de Graham Hill dans son sillage. Au moment d'aborder le virage sud, Hill déboîte et s'empare du commandement, juste devant Amon, talonné par la Brabham de Jochen Rindt. Suivent la Matra de Jackie Stewart, la Honda de John Surtees et l'Eagle de Dan Gurney, Ickx ne figurant qu'en septième position. Stewart dépasse Rindt juste avant le virage nord. Il talonne ensuite Amon et parviendra à prendre l'avantage sur la Ferrari antre Metzgefeld et Kallenhard. L'Écossais attaque ensuite Hill et, malgré le manque de visibilité, prenant tous les risques, déborde son adversaire dans le secteur de Brünnchen, prenant la tête de la course. La Matra repasse devant les stands avec déjà huit secondes d'avance sur la Lotus de Hill. À cause des importantes projections d'eau, les pilotes roulent à distance les uns des autres. Amon est à deux secondes de Hill, Rindt trois secondes plus loin. Viennent ensuite Gurney puis Ickx, qui a dépassé Surtees. Respectivement huitième et neuvième, Piers Courage (BRM) et Jack Brabham accusent déjà plus d'une demi-minute de retard. Mal parti, Vic Elford est sorti de la piste en tentant un dépassement dans le secteur de Pflanzgarten ; il est indemne, mais sa Cooper n'est pas en état de repartir. Dans un style coulé, Stewart, qui bénéficie des tous nouveaux pneus «pluie» Dunlop, parfaitement adaptés aux conditions d'adhérence, se met hors de portée de ses poursuivants au cours du deuxième tour, qu'il achève avec déjà plus d'une demi-minute d'avance sur Hill et Amon qui bataillent pour la deuxième place. Rindt, Gurney et Ickx suivent à quelque distance. Tous les autres, emmenés par Brabham, accusent un retard supérieur à la minute. Surtees regagne son stand au ralenti, allumage noyé ; il repartira  mais la Honda n'accomplira qu'une boucle supplémentaire, à vitesse très réduite, avant d'abandonner. Tandis que la Matra de tête poursuit son cavalier seul, Hill et Amon continuent leur duel pour la place de dauphin ; bien que semblant plus rapide que son rival, le Néo-Zélandais ne tente cependant aucune manœuvre de dépassement à ce stade de la course. Aux environs de Flugplatz, Ickx parvient à dépasser Gurney pour le gain de la cinquième place et commence à grignoter son retard sur Rindt. Aussitôt après, coupant un peu trop une corde, il projette une pierre qui va crever un pneu de l'Eagle ; Gurney va devoir s'arrêter au stand pour faire remplacer une roue, perdant deux minutes et toute chance de bien figurer. C'est désormais Ickx qui talonne le pilote autrichien, bien loin devant Brabham et Denny Hulme (McLaren). Joseph Siffert, qui était sur le point de dépasser Courage, alors huitième, va également être retardé, l'allumage défaillant de sa Lotus l'obligeant à un arrêt pour remplacement des bougies ; il repartira bon dernier, avec plus de dix minutes de retard. Revenu dans les roues de Rindt, le jeune pilote belge s'apprête à s'emparer de la quatrième place lorsque, gêné par la buée sur sa visière, il effectue un tête-à-queue dans la courbe nord ; il en effectue un autre quelques kilomètres plus loin, à Adenauer Forst, et s'il conserve sa cinquième place, se trouve dès lors relégué à plus d'une minute de la Brabham. À la mi-course, Stewart a porté à une minute et demie son avantage sur Hill et Amon, toujours dans cet ordre. Isolé en quatrième position, Rindt est à vingt-cinq secondes de la première Ferrari. Ickx est maintenant loin derrière, conservant toutefois une bonne marge de sécurité sur Brabham et Hulme, qui roulent de concert, une dizaine de secondes devant Courage qui est en passe d'être rejoint par son coéquipier Pedro Rodríguez.

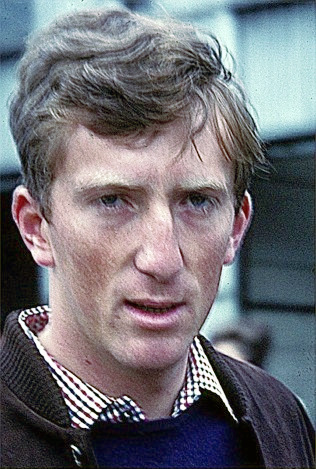
Auteur d'un sans-faute, Jochen Rindt n'est pas passé loin de la deuxième place.

Alors que Stewart continue son cavalier seul, Hill se maintient en deuxième position, Amon le suivant à environ deux secondes. Rindt assure sa quatrième place alors que Ickx, toujours gêné par la buée, va effectuer un passage éclair au stand pour y jeter sa visière, reprenant la piste sans aucune protection du visage car il ne dispose pas de pièce de rechange ! Il effectuera deux tours très pénibles dans ces conditions avant d'effectuer un nouvel arrêt, empruntant la visière de son compatriote Lucien Bianchi qui vient d'abandonner. Le pilote belge conserve sa cinquième place avec encore une trentaine de secondes de marge sur Brabham, qui a distancé Hulme. Hill et Amon comptent alors plus de deux minutes de retard sur la Matra de tête. Leur duel va prendre fin au début du onzième tour, lorsque le différentiel d'Amon cède dans la courbe nord, provoquant une sortie de route, la Ferrari achevant sa course dans le fossé. Les projections d'eau sont telles que Hill ne s'en rend pas compte et continue sur le même rythme ; il va lui aussi se faire piéger par la piste glissante, partant en aquaplaning au niveau de Fuchsröhre, quelques kilomètres plus loin ; il effectue un tête-à-queue et son moteur, noyé, cale. Il va perdre une minute entière avant de pouvoir redémarrer en poussant sa monoplace. il est toujours deuxième mais n'a plus qu'une vingtaine de seconde d'avance sur Rindt. Hill se montre plus prudent dans l'avant-dernière boucle, laissant la Brabham se rapprocher à une seconde, avant de réagir et de reprendre un peu de champ dans le dernier tour. Magistral, Stewart remporte sa deuxième victoire de la saison, une nouvelle fois sous la pluie. Il attendra quatre minutes avant de connaître le nom de son dauphin ! Avec six secondes d'avance sur Rindt, Hill conserve sa deuxième place et se maintient en tête du championnat du monde. Ickx termine esseulé à la quatrième place, loin devant Brabham et Rodríguez, qui avait facilement pris l'avantage sur Hulme aux deux tiers de la course.

### Classements intermédiaires
Classements intermédiaires des monoplaces aux premier, deuxième, troisième, cinquième, septième, huitième, dixième et douzième tours,.

### Classement de la course
| Pos  | N° | Pilote               | Écurie        | Tours | Temps/Abandon                       | Grille | Points |
| ---- | -- | -------------------- | ------------- | ----- | ----------------------------------- | ------ | ------ |
| 1    | 6  | Jackie Stewart       | Matra-Ford    | 14    | 2 h 19 min 03 s 2                   | 6      | 9      |
| 2    | 3  | Graham Hill          | Lotus-Ford    | 14    | 2 h 23 min 06 s 4 (+ 4 min 03 s 2)  | 4      | 6      |
| 3    | 5  | Jochen Rindt         | Brabham-Repco | 14    | 2 h 23 min 12 s 6 (+ 4 min 09 s 4)  | 3      | 4      |
| 4    | 9  | Jacky Ickx           | Ferrari       | 14    | 2 h 24 min 58 s 4 (+ 5 min 55 s 2)  | 1      | 3      |
| 5    | 4  | Jack Brabham         | Brabham-Repco | 14    | 2 h 25 min 24 s 3 (+ 6 min 21 s 1)  | 15     | 2      |
| 6    | 10 | Pedro Rodríguez      | BRM           | 14    | 2 h 25 min 28 s 2 (+ 6 min 25 s 0)  | 14     | 1      |
| 7    | 1  | Denny Hulme          | McLaren-Ford  | 14    | 2 h 25 min 34 s 2 (+ 6 min 31 s 0)  | 11     |        |
| 8    | 22 | Piers Courage        | BRM           | 14    | 2 h 26 min 59 s 6 (+ 7 min 56 s 4)  | 8      |        |
| 9    | 14 | Dan Gurney           | Eagle         | 14    | 2 h 27 min 16 s 9 (+ 8 min 13 s 7)  | 10     |        |
| 10   | 18 | Hubert Hahne         | Lola-BRM      | 14    | 2 h 29 min 14 s 6 (+ 10 min 11 s 4) | 18     |        |
| 11   | 21 | Jackie Oliver        | Lotus-Ford    | 13    | 2 h 21 min 24 s 3 (+ 1 tour)        | 13     |        |
| 12   | 17 | Kurt Ahrens          | Brabham-Repco | 13    | 2 h 22 min 15 s 2 (+ 1 tour)        | 17     |        |
| 13   | 2  | Bruce McLaren        | McLaren-Ford  | 13    | 2 h 25 min 10 s 9 (+ 1 tour)        | 16     |        |
| 14   | 11 | Richard Attwood      | BRM           | 13    | 2 h 25 min 40 s 7 (+ 1 tour)        | 20     |        |
| Abd. | 8  | Chris Amon           | Ferrari       | 11    | Accident                            | 2      |        |
| Abd. | 12 | Jean-Pierre Beltoise | Matra         | 8     | Accident                            | 12     |        |
| Abd. | 16 | Jo Siffert           | Lotus-Ford    | 6     | Allumage                            | 9      |        |
| Abd. | 19 | Lucien Bianchi       | Cooper-BRM    | 6     | Fuite d'essence                     | 19     |        |
| Abd. | 7  | John Surtees         | Honda         | 3     | Allumage                            | 7      |        |
| Abd. | 20 | Vic Elford           | Cooper-BRM    | 0     | Accident                            | 5      |        |
| Np.  | 23 | Silvio Moser         | Brabham-Repco |       | Pompe à huile                       |        |        |

Légende :
- Abd.=Abandon - Np.=Non partant

### Pole position et record du tour
- Pole position :  Jacky Ickx (Ferrari) en 9 min 04 s 0 (vitesse moyenne : 151,114 km/h). Temps réalisé lors de la séance d'essais du vendredi 2 août[25].
- Meilleur tour en course :  Jackie Stewart (Matra) en 9 min 36 s 0 (vitesse moyenne : 142,718 km/h) au huitième tour.

#### Évolution du meilleur tour en course
Le meilleur tour fut amélioré trois fois au cours de l'épreuve.

### Tours en tête
- Jackie Stewart : 14 tours (1-14)

## Classement général à l'issue de la course
- Attribution des points : 9, 6, 4, 3, 2, 1 respectivement aux six premiers de chaque épreuve.
- Pour la coupe des constructeurs, même barème et seule la voiture la mieux classée de chaque équipe inscrit des points.
- Le championnat est divisé en deux demi-saisons, seuls les cinq meilleurs résultats (sur six épreuves) étant retenus pour chaque partie[25].

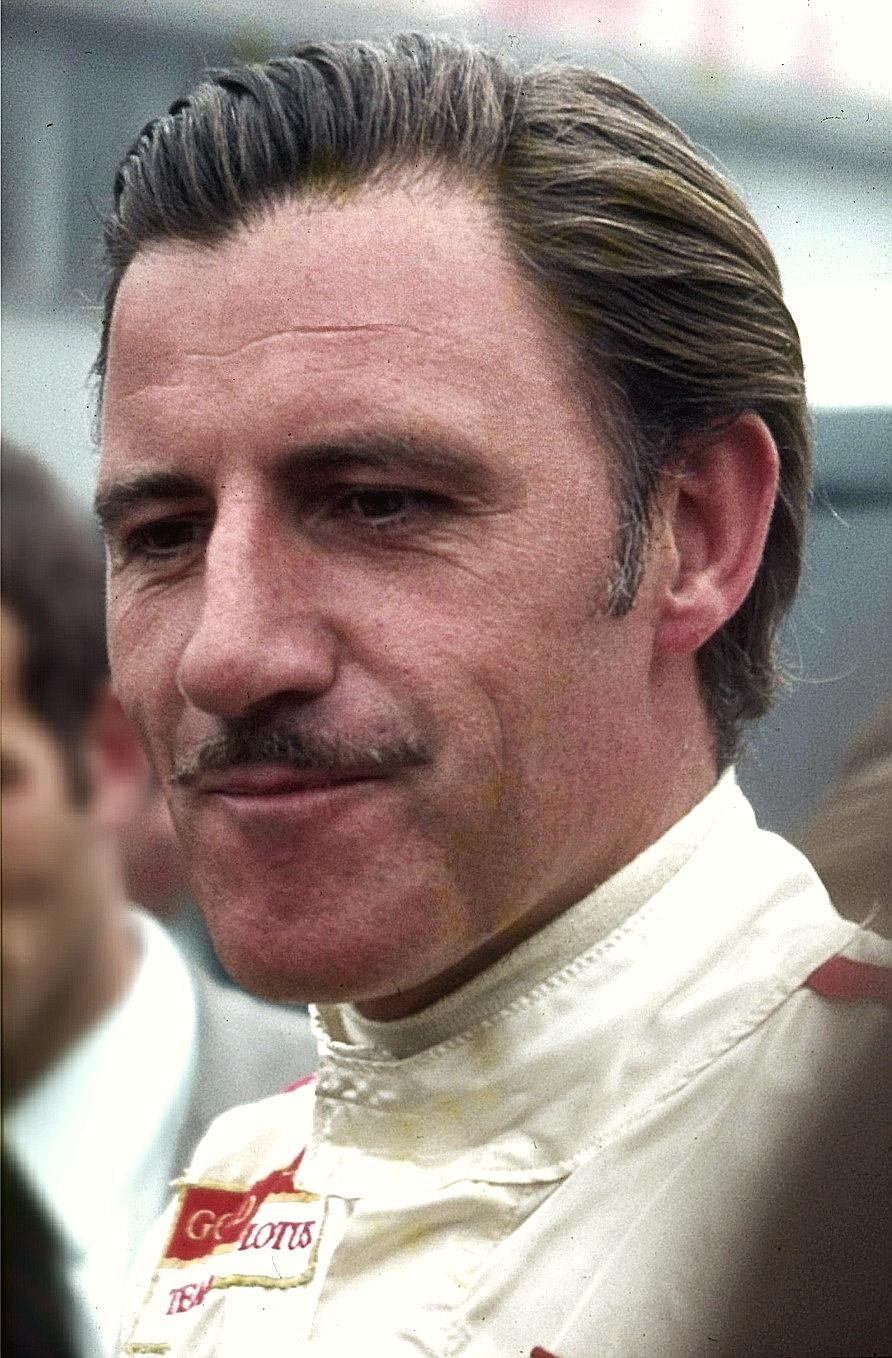
Grâce à sa deuxième place en Allemagne, Graham Hill conserve la tête du classement provisoire du championnat du monde.

| Pos. | Pilote               | Écurie  | Points | AFS | ESP | MON | BEL | NL | FRA | 1re ½ saison | GBR | ALL | ITA | CAN | USA | MEX | 2e ½ saison |
| ---- | -------------------- | ------- | ------ | --- | --- | --- | --- | -- | --- | ------------ | --- | --- | --- | --- | --- | --- | ----------- |
| 1    | Graham Hill          | Lotus   | 30     | 6   | 9   | 9   | -   | -  | -   | 24           | -   | 6   |     |     |     |     | 6           |
| 2    | Jackie Stewart       | Matra   | 26     | -   | -   | -   | 3   | 9  | 4   | 16           | 1   | 9   |     |     |     |     | 10          |
| 3    | Jacky Ickx           | Ferrari | 23     | -   | -   | -   | 4   | 3  | 9   | 16           | 4   | 3   |     |     |     |     | 7           |
| 4    | Denny Hulme          | McLaren | 15     | 2   | 6   | 2   | -   | -  | 2   | 12           | 3   | -   |     |     |     |     | 3           |
| 5    | Pedro Rodríguez      | BRM     | 11     | -   | -   | -   | 6   | 4  | -   | 10           | -   | 1   |     |     |     |     | 1           |
| 6    | Chris Amon           | Ferrari | 10     | 3   | -   | -   | -   | 1  | -   | 4            | 6   | -   |     |     |     |     | 6           |
| 7    | Jim Clark            | Lotus   | 9      | 9   | -   | -   | -   | -  | -   | 9            | -   | -   |     |     |     |     | -           |
|      | Bruce McLaren        | McLaren | 9      | -   | -   | -   | 9   | -  | -   | 9            | -   | -   |     |     |     |     | -           |
|      | Joseph Siffert       | Lotus   | 9      | -   | -   | -   | -   | -  | -   | -            | 9   | -   |     |     |     |     | 9           |
|      | Jean-Pierre Beltoise | Matra   | 9      | 1   | 2   | -   | -   | 6  | -   | 9            | -   | -   |     |     |     |     | -           |
| 11   | John Surtees         | Honda   | 8      | -   | -   | -   | -   | -  | 6   | 6            | 2   | -   |     |     |     |     | 2           |
|      | Jochen Rindt         | Brabham | 8      | 4   | -   | -   | -   | -  | -   | 4            | -   | 4   |     |     |     |     | 4           |
| 13   | Richard Attwood      | BRM     | 6      | -   | -   | 6   | -   | -  | -   | 6            | -   | -   |     |     |     |     | -           |
|      | Ludovico Scarfiotti  | Cooper  | 6      | -   | 3   | 3   | -   | -  | -   | 6            | -   | -   |     |     |     |     | -           |
| 15   | Lucien Bianchi       | Cooper  | 5      | -   | -   | 4   | 1   | -  | -   | 5            | -   | -   |     |     |     |     | -           |
| 16   | Brian Redman         | Cooper  | 4      | -   | 4   | -   | -   | -  | -   | 4            | -   | -   |     |     |     |     | -           |
| 17   | Vic Elford           | Cooper  | 3      | -   | -   | -   | -   | -  | 3   | 3            | -   | -   |     |     |     |     | -           |
| 18   | Jackie Oliver        | Lotus   | 2      | -   | -   | -   | 2   | -  | -   | 2            | -   | -   |     |     |     |     | -           |
|      | Silvio Moser         | Brabham | 2      | -   | -   | -   | -   | 2  | -   | 2            | -   | -   |     |     |     |     | -           |
|      | Jack Brabham         | Brabham | 2      | -   | -   | -   | -   | -  | -   | -            | -   | 2   |     |     |     |     | 2           |
| 21   | Piers Courage        | BRM     | 1      | -   | -   | -   | -   | -  | 1   | 1            | -   | -   |     |     |     |     | -           |

| Pos. | Écurie        | Points | AFS | ESP | MON | BEL | NL | FRA | 1re ½ saison | GBR | ALL | ITA | CAN | USA | MEX | 2e ½ saison |
| ---- | ------------- | ------ | --- | --- | --- | --- | -- | --- | ------------ | --- | --- | --- | --- | --- | --- | ----------- |
| 1    | Lotus-Ford    | 44     | 9   | 9   | 9   | 2   | -  | -   | 29           | 9   | 6   |     |     |     |     | 15          |
| 2    | Matra-Ford    | 29     | 1   | 2   | -   | 3   | 9  | 4   | 19           | 1   | 9   |     |     |     |     | 10          |
| 3    | Ferrari       | 28     | 3   | -   | -   | 4   | 3  | 9   | 19           | 6   | 3   |     |     |     |     | 9           |
| 4    | McLaren-Ford  | 22     | -   | 6   | 2   | 9   | -  | 2   | 19           | 3   | -   |     |     |     |     | 3           |
| 5    | BRM           | 18     | -   | -   | 6   | 6   | 4  | 1   | 17           | -   | 1   |     |     |     |     | 1           |
| 6    | Cooper-BRM    | 12     | -   | 4   | 4   | 1   | -  | 3   | 12           | -   | -   |     |     |     |     | -           |
| 7    | Brabham-Repco | 10     | 4   | -   | -   | -   | 2  | -   | 6            | -   | 4   |     |     |     |     | 4           |
| 8    | Honda         | 8      | -   | -   | -   | -   | -  | 6   | 6            | 2   | -   |     |     |     |     | 2           |
| 9    | Matra         | 6      | -   | -   | -   | -   | 6  | -   | 6            | -   | -   |     |     |     |     | -           |
| 10   | McLaren-BRM   | 2      | 2   | -   | -   | -   | -  | -   | 2            | -   | -   |     |     |     |     | -           |

## À noter
- 4e victoire en championnat du monde pour Jackie Stewart.
- 2e victoire en championnat du monde pour Matra en tant que constructeur.
- 11e victoire en championnat du monde pour Ford Cosworth en tant que motoriste.
- Dan Gurney devient le premier pilote de Formule 1 à utiliser un casque intégral.